# Steingrímsfjarðarheiði
Die Steingrímsfjarðarheiði ist ein Pass in den östlichen Westfjorden von Island.
Hier verläuft der Djúpvegur , der den Steingrímsfjörður bei Hólmavík mit dem Ísafjarðardjúp verbindet.
Die Straße ist etwa 50 km lang, erreicht eine Höhe von 439 m und ist die Hauptverbindung zwischen der Hauptstadt Reykjavík und Ísafjörður.
Sie wird auch im Winter nach Möglichkeit offen gehalten.
Im Nebel auf der seenreichen Hochfläche verirrten sich früher häufig Menschen.
Eine berühmte Geschichte berichtet von einem Mann, der 1774 erst nach 15 Tagen ohne Nahrung ausgekühlt und hungrig, aber lebend gefunden worden sei.
Die Strecke wurde 1937 zum ersten Mal mit einem Auto befahren.
Die Straße wurde bis 1984 ausgebaut und in den letzten Jahren asphaltiert.